# Mastixis chloe
Mastixis chloe är en fjärilsart som beskrevs av William Schaus 1913. Mastixis chloe ingår i släktet Mastixis och familjen nattflyn. Inga underarter finns listade i Catalogue of Life.